# Nadia Fettah
Nadia Fettah-Alaoui, (Rabat, 17 de septiembre de 1971) es una ejecutiva y política marroquí. Desde el 7 de octubre de 2021 es la ministra de Economía y Finanzas de Marruecos en el gobierno de Aziz Ajanuch siendo la primera mujer que ocupa este puesto en la historia de Marruecos.  De 2019 a 2021 fue Ministra de Turismo, Artesanía, Transporte Aéreo y Economía Social.

## Biografía
Nació en 1971, en Rabat. Después de haber estudiado en su ciudad natal y obtenido el bachillerato en el lycée Dar Essalam, realizó estudios superiores en la Escuela de Estudios Superiores de Comercio ( HEC Paris ), en Jouy-en-Josas. Se graduó en 1994.

### Trayectoria profesional
En 1997 inició su carrera profesional como consultora de la firma de auditoría Arthur Andersen . En 2000, creó y dirigió en Casablanca una empresa de capital privado llamada Maroc Invest Finances Group . En 2005 se incorporó a CNIA Assurance, luego comprada por Saham Group, y en este grupo ocupó el cargo de directora general de la división de soporte y finanzas. En 2010, apoyó a este Grupo Saham en fusiones y adquisiciones en África y Oriente Medio. En 2013, se convirtió en directora general Adjunta de finanzas, (Fusiones y Adquisiciones ) del Grupo Saham, y un año después asumió la dirección general delegada de finanzas y operaciones de Saham Finances. Luego fue elegida presidenta de la junta directiva de Saham Assurance Maroc, en Casablanca, y subdirectora gerente de Saham Finances. Renunció en 2018.

### Trayectoria política
En 2019, fue designada en el gobierno de El Otmani II  Ministra de Turismo, Artesanía, Transporte Aéreo y Economía Social, siendo la primera mujer al frente de este ministerio, sucediendo a Mohammed Sajid y a la Secretaria de Estado Lamia Boutaleb.
Especialmente conocida en la comunidad empresarial financiera marroquí, su llegada al terreno político y al equipo de gobierno es una sorpresa. Los sectores de los que debe ocuparse son estratégicos para la economía marroquí en un momento en el que se ven gravemente afectados por la crisis económica mundial provocada por la pandemia de Covid-19, y también son importantes en la gestión post-Covid de la reanudación de la actividad.
Al tiempo de acceder al gobierno, se incorporó a la ejecutiva nacional de la Agrupación Nacional de los Independientes, un partido político marroquí de centro-derecha.
En octubre de 2021, fue nombrada Ministra de Economía y Finanzas de Marruecos, en el gobierno de Aziz Akhannouch.

## Vida personal
Está casada y es madre de dos hijos.